# Henri Pagat
Alexis Henri Pagat, né à Paris le 11 janvier 1856 et mort à Paris 8e le 13 octobre 1919, est un écrivain et dramaturge français.

## Biographie
Alexis Henri Pagat est le fils de Pierre Pagat et d'Alphonsine Elvire Meunier.
Il fait ses études au lycée de Vanves et au  Lycée Condorcet. Docteur en droit, il soutient sa thèse en 1879 : De l'Indivisibilité en droit romain et en droit français.
Il est l'auteur de romans et de pièces de théâtre.
Il a légué 2 immeubles à la Société des Auteurs et compositeurs dramatiques, legs qui est à l'origine de la Mutuelle des Auteurs.
Il possédait une résidence à Varennes-Jarcy, route de Mandres.
Il est enterré au cimetière Montmartre, 9e division, 3e rangée, 18e tombe.
« Il venait aussi à la maison un garçon de grand talent, Henri Pagat, ayant le sens du comique des infatués, des mêle-tout, des friseurs de leur moustache et qui a écrit sur ces êtres falots, dits « du monde », deux ouvrages d'un comique amer : le Baron Pangorgu et Pangorgu au pouvoir ».

## Œuvres

### Romans
- La Bonne en or, Paris, P. Ollendorff, 1885
- Évangile d'amour, Paris, G. Edinger, 1887
- Le Baron Pangorju, Paris, G. Edinger, 1888, couverture illustrée par A. Willette
- Pangorju au pouvoir, Paris, G. Charpentier et E. Fasquelle, 1892
- Les Funérailles de l'argent. Hypothèse, Paris, P. Ollendorff, 1897
- La Mort-aux-bourgeois, procédé infaillible pour la destruction des peuples civilisés, Paris, P. Ollendorff, (s. d.)
- La Colère, Paris, A. Fayard, (1908)

### Théâtre
- La Fermière, drame en 5 actes et 7 tableaux, en collaboration avec Armand d'Artois, Paris, Ambigu, 8 novembre 1889.
- La Briguedondaine (4 actes), Paris, Nouveau-Théâtre, 12 décembre 1898.
- Les Yeux, 1898.
- Le Convive, comédie, Paris, Salle des Capucines, 13 mars 1899.
- Castebide, comédie en 1 acte, Paris, Cercle des Escholiers, 13 avril 1899.
- Service du Roy ! pochade historique, Paris, La Bodinière, 9 décembre 1899.
- Do, ré, mi, fa, sol, comédie en 1 acte, de M. Pagalipaux [Henri Pagat et Félix Galipaux], Paris, Joli théâtre Grévin, 4 décembre 1901.
- Pépin Cadet, comédie en 3 actes, Paris, Gymnase, 5 juin 1902.

## Articles et nouvelles
- Articles sur le Salon de peinture aux Champs-Élysées, en 1890 et le Salon du Champ de Mars, en 1890 et 1891, dans la Revue de France.
- Nouvelles dans la Revue des Lettres et des Arts, dans le supplément du Petit Journal, au Figaro illustré.